# Geografia Sudanului

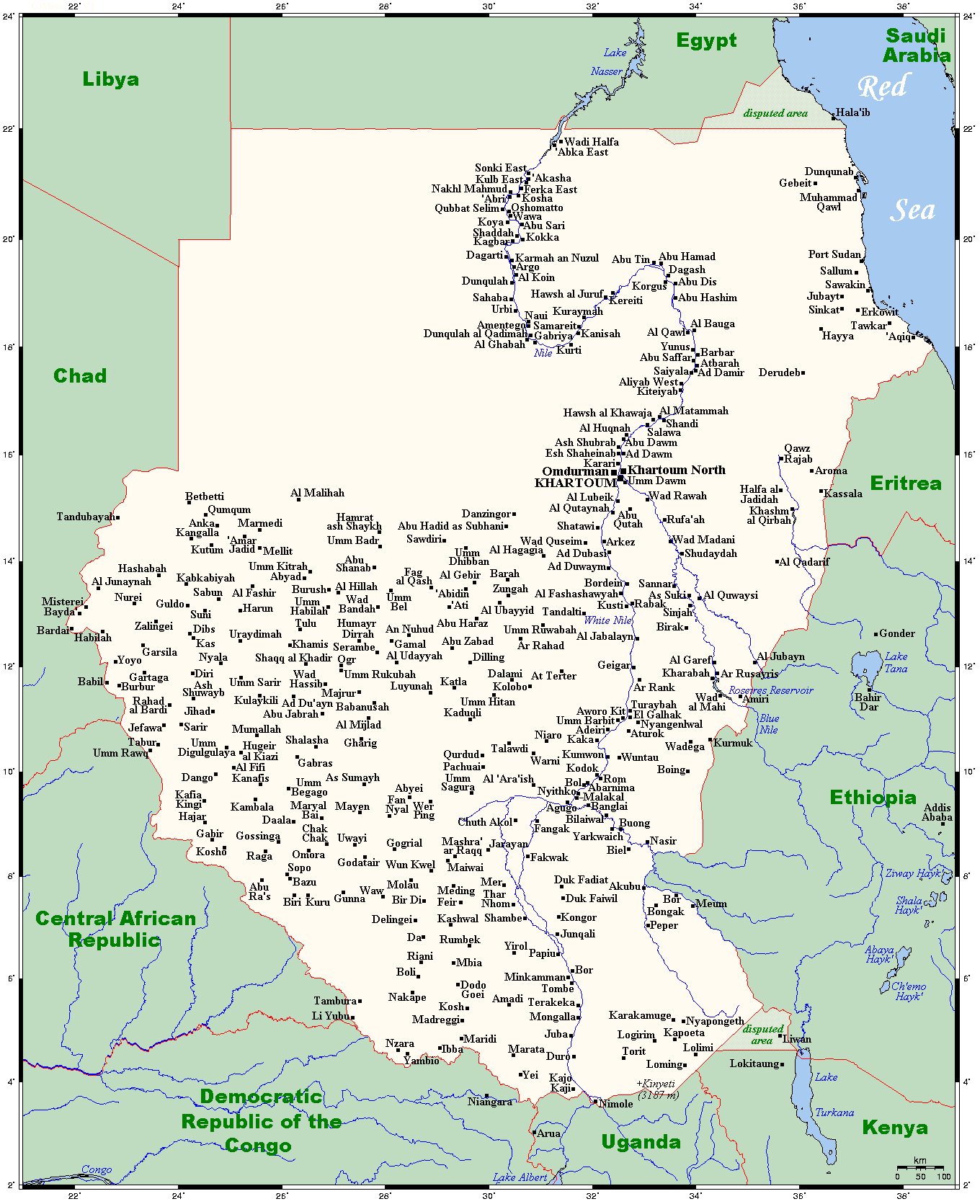
Localităţi în Sudan

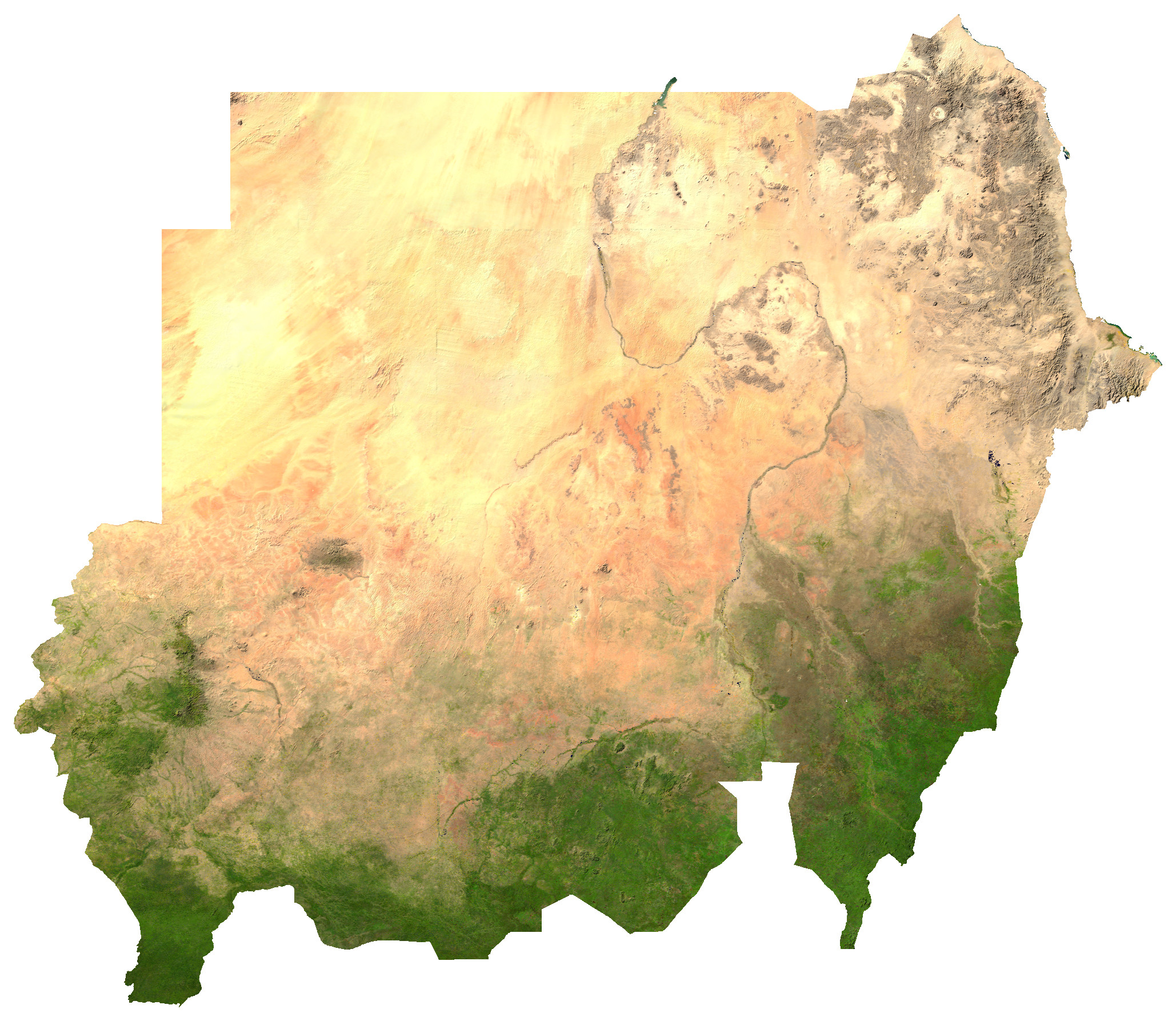
Vedere din satelit

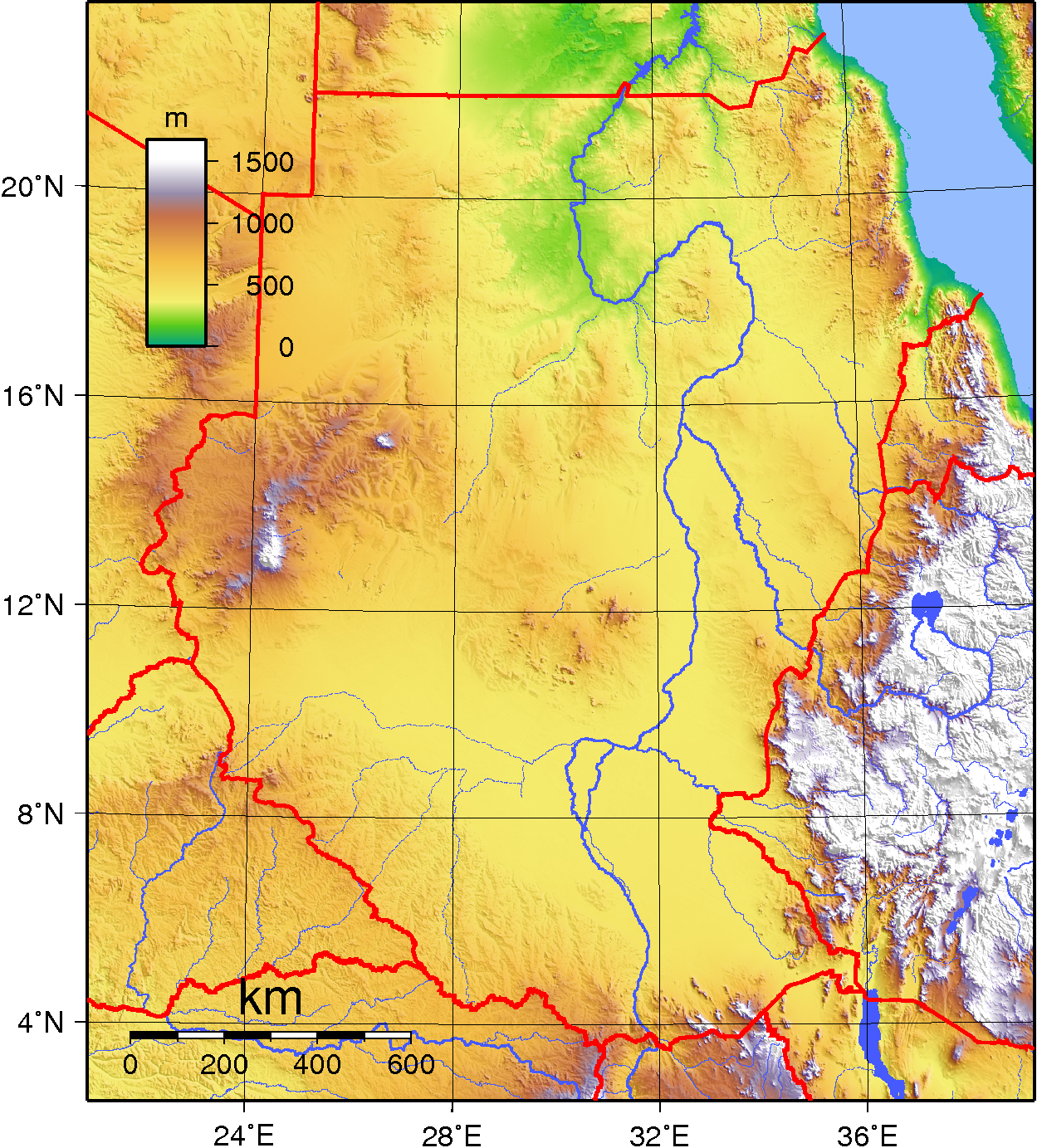
Topografia Sudanului

Sudanul, a doua țară ca mărime din Africa, este situată în nord-estul continentului. Se afla la frontiera dintre Africa și Asia, cu o suprafață de 2.500.000 km², de patru ori mai puțin decât Europa. 
Se învecinează la nord cu Egipt, la nord-vest cu Libia, la vest cu  Ciad și Republica Centrafricană, la sud cu Sudanul de Sud, iar la est cu Etiopia și Eritreea. 
De la frontiera de nord până la punctul de frontieră cu Sudanul de Sud în sud este o distanță de peste 1.800 km, iar de la Marea Roșie până la frontiera din vest cu Ciad, lățimea teritoriului este de aproape 1.700 km. 

## Relief
Relieful variază între suprafețe mari de pustiu, stepă, savană, păduri tropicale și masive muntoase.
Teritoriul Sudanului este situat pe unul dintre cele mai stabile platouri din lume, unde se pot distinge câteva grupe de roci.
În nord-vest și pe alocuri în centrul țării se găsesc regiuni nisipoase nubiene. În nord, rocile sedimentare sunt bogate în zăcăminte de ipsos și sare gemă. În câteva regiuni din sud-vest se găsesc și depuneri aluvionale, cât și roci de origine mai recentă, care însă sunt prea puțin răspândite. 
În ansablu, Republica Sudan se prezintă ca un platou imens, cu altitudini între 500 și 1000 m deasupra nivelului mării. În est, Sudanul este păzit de Munții Marii Roșii și de masivul etiopian, în vest de Munții Marra (2.200 m), iar în sud de platoul Lake. Zona nordică este pustie, este o prelungire a desertului Sahara.
Cel mai înalt munte de pe teritoriul Sudanului este Kinyetti (3.187 m) din masivul Imatonga. 
Nilul împarte în două pe verticală teritoriul țării, fiind unul dintre principalele criterii de prezentare a condițiilor geografice ale Sudanului.  La est de Nil se află Deșertul Nubiei, râul Atbara. La vest de Nil – întinderi uriașe de nisip, masive vulcanice.

## Condiții climatice
În ansamblu, Sudan are un climat tropico-continental. În nord domină climatul tropical, temperatura medie anuală fiind de 25-28 °C. În sud, unde e climat ecuatorial, temperatura medie anuală este de 24-26 °C. In centrul țării temperatura medie ajunge la 25-29 °C, iar litoralul Mării Roșii, cu clima călduroasă variind între 25-35 °C.
Poziția geografică a Sudanului face ca în tot cursul anului să se înregistreze în medie una dintre cele mai mari temperaturi din întreaga Africă.

## Floră și faună
Cea mai mare parte a Sudanului este ocupata de savane. Aici predomină ierburi înalte până la 2 m, salcâmi și baobabi. Din cauza frunzelor uscate, toamna izbucnesc cu ușurință incendii care se întind pe zeci de kilometri. În sud-vestul țării este zonă de silvosavană, în care cresc arborele de fier, curmalul sudanez, abanosul, bambusul. În adâncurile junglei se găsesc liane, orhidee și ferigi.  Nordul țării este aproape lipsit de vegetație, cu excepția deșertului nubian, unde cresc acacia și tamarinul. Relativ bogată, fauna sudaneză este caracteristică fiecărei zone în parte: deșert, savană, pădure tropicală. 
Dintre mamifere se întâlnesc în număr mare antilope, gazele, bivoli, elefanți, lei, leoparzi, șacali, hipopotami, hiene etc. Păsările sunt reprezentate mai ales de struț, marabu, bibilică și barză. Dintre reptile sunt mai răspândiți șerpii boa, pitonul și crocodilul. 
Fauna este cu atât mai variată cu cât se coboară de la nord spre sud. În această regiune numărul speciilor de animale sălbatice este mai ridicat. 

## Tripla capitală
Khartoum, Omdurman și Khartoum-Nord, care formează laolaltă capitala țării, au o populație totală de peste 400.000 de persoane.
Khartoum este capitala Sudanului, reședința guvernului, centrul comercial, bancar și cultural al țării. Omdurman deține cea mai mare piață locală din Sudan (suk), este cel mai mare oraș musulman din țară. Khartoum-Nord este un mic orașel cu 79.000 locuitori și are un șantier naval pentru reparații de vase maritime. Aici se afla una dintre cele mai frumoase grădini din Sudan.